# Január 28.
Január 28. az év 28. napja a Gergely-naptár szerint. Az évből még 337 (szökőévekben 338) nap van hátra.
Névnapok: Károly, Karola + Aglent, Ágnes, Agnéta, Amadé, Amadea, Amadeusz, Amadó, Amál, Amália, Amilla, Apol, Apolka, Apollónia, Efraim, Gréta, Gréte, Grétea, Gyula, Inez, Manassé, Manfréd, Manfréda, Margit, Margita, Margitta, Margó, Péter, Pető, Tamás

## Események

### Politikai események
- 1077 – Canossa-járás: IV. Henrik német király kénytelen megalázkodni a pápa előtt, hogy az egyházi átok alól feloldozást nyerjen. Darócruhában vezekel három napon át Canossa várában, ahol VII. Gergely pápa tartózkodott.
- 1479 – I. Eleonóra navarrai királynőt Tudelában Navarra királyává koronázzák.
- 1790 – II. József német-római császár, magyar és cseh király visszavonja Magyarországot érintő összes rendeletét, a türelmi, a jobbágyrendelet és az alsópapság fizetését biztosító rendelet kivételével.
- 1808 – Brazília megnyitja kikötőit a kontinentális zárlat alatt álló angol hajók számára.
- 1871 – Párizs kapitulál az ostromló porosz hadsereg előtt. Adolphe Thiers miniszterelnök fegyverszünetet köt a poroszokkal.
- 1895 – Gróf Zichy Nándor vezetésével megalakul a Katolikus Néppárt.
- 1958 – Kádár János vezette első Kádár-kormány, hivatalos szóhasználattal „magyar Forradalmi Munkás-Paraszt Kormány” kormányfőjének és kormánya tagjainak hivatali ideje véget ér.
- 1989 – A Kossuth Rádióban elhangzik Pozsgay Imre bejelentése, hogy 1956 népfelkelésnek tekinthető, ezzel megkérdőjelezi a Kádár-rendszer létjogosultságát, mely az "ellenforradalom" koncepcióján alapult.
- 2008 – Az Orvosok Határok Nélkül segélyszervezet három tagja életét veszíti Szomáliában, amikor gépjárművük aknára fut.

### Tudományos és gazdasági események
- 1613 – Galileo Galilei megfigyeli a Neptunuszt a Jupiter mellett, de nem ismeri fel, hogy az bolygó.
- 1830 – Megjelenik a Hitel, Széchenyi István műve, amely a magyar reformmozgalom programjává válik.

### Sportesemények
- 1973 – Formula–1-es argentin nagydíj, Buenos Aires – Győztes: Emerson Fittipaldi (Lotus Ford)

### Egyéb események
- 1986 – A Challenger űrrepülőgép 1 perc 13 másodperccel a fellövése után  felrobban.

## Születések
- 1457 – (Tudor) VII. Henrik angol király († 1509)
- 1540 – Ludolph van Ceulen német származású holland erődítményépítő, vívómester és matematikus (a π (pi) a Ludolph-féle szám)  († 1617)
- 1608 – Giovanni Alfonso Borelli olasz fizikus, csillagász, fiziológus, matematikus († 1679)
- 1717 – III. Musztafa az Oszmán Birodalom 27. szultánja († 1774)
- 1722 – Johann Ernst Bach német zeneszerző († 1777)
- 1795 – Albach József ferences rendi egyházi író († 1853)
- 1800 – Friedrich August Stüler német műépítész, szakíró († 1865)
- 1834 – Sabine Baring-Gould angol népzenekutató, regényíró († 1924)
- 1841 – Újházi Ede magyar színész, jellemkomikus, a realista színjátszás egyik úttörője († 1915)
- 1841 – Sir Henry Morton Stanley wales-i születésű amerikai újságíró és Afrika-kutató († 1904)
- 1844 – Benczúr Gyula magyar festőművész († 1920)
- 1853 – José Martí kubai költő, író, szabadságharcos († 1895)
- 1873 – Sidonie Gabrielle Colette francia regényírónő († 1954)
- 1884 – Auguste Piccard svájci fizikus († 1962)
- 1887 — Arthur Rubinstein lengyelországi zsidó származású amerikai zongoraművész, Frédéric Chopin műveinek legjelentősebb 20. századi előadója († 1982)
- 1892 – Ernst Lubitsch német születésű amerikai filmrendező († 1947)
- 1905 – Kulin György magyar csillagász († 1989)
- 1909 – Enrico Plate olasz autóversenyző († 1954)
- 1912 – Jackson Pollock amerikai festőművész († 1956)
- 1926 – Gene Hartley amerikai autóversenyző († 1994)
- 1927 – Jimmy Bryan amerikai autóversenyző († 1960)
- 1928 – Sinka Brigitta magyar sakkozó
- 1932 – Ircsik József magyar festőművész († 1986)
- 1932 – Szendrey-Karper László magyar gitárművész († 1991)
- 1934 – Juan-Manuel Bordeu argentin autóversenyző († 1990)
- 1936 – Alan Alda amerikai színész
- 1936 – Ismail Kadare albán író, költő († 2024)
- 1938 – Tomas Lindahl kémiai Nobel-díjas svéd rákkutató
- 1941 – Jevhen Kirilovics Marcsuk ukrán politikus, miniszterelnök († 2021)
- 1941 – Jochen Busse német színész, kabarettista, színházi szerző
- 1946 – Hopp-Halász Károly Munkácsy-díjas magyar képzőművész  († 2016)
- 1948 – Kern András Kossuth- és Jászai Mari-díjas magyar színész, rendező
- 1950 – Farkas István magyar közgazdász, pénzügyi szakpolitikus, miniszterhelyettes, kormánybiztos
- 1951 – Farády István színművész († 2004)
- 1951 – Leonyid Kosztyantinovics Kadenyuk ukrán űrhajós († 2018)
- 1955 – Nicolas Sarkozy politikus, a Francia Köztársaság elnöke
- 1959 – Ágota Gábor politikus, országgyűlési képviselő († 2009)
- 1968 – Börcsök Enikő Jászai Mari-díjas magyar színésznő († 2021)
- 1975 – Julian Dean új-zélandi kerékpározó
- 1977 – Takuma Sato japán autóversenyző
- 1978 – Gianluigi Buffon olasz labdarúgó kapus
- 1981 – Elijah Wood amerikai színész
- 1984 – Sík Márton magyar kenus
- 1985 – J. Cole amerikai rapper
- 1985 – Kállay-Saunders András amerikai-magyar énekes
- 1987 – Sylvia Diamond magyar pornószínésznő
- 1990 – Dombai Viktor magyar labdarúgó
- 1991 – Calum Worthy kanadai színész
- 1992 – Deák Nagy Marcell magyar atléta[1]
- 1989 – Bruno Massot német műkorcsolyázó
- 1997 – Nutsa Buzaladze, grúz énekesnő
- 2002 – Azahriah magyar rapper, énekes, dalszerző, youtuber

## Halálozások
- 0814 – Nagy Károly (Charlemagne, Carolus Magnus) frank király (* 742)
- 1061 – II. Spytihněv cseh fejedelem (* 1031)
- 1204 – II. Iszaakiosz bizánci császár (* 1156)
- 1547 – (Tudor) VIII. Henrik angol király (* 1491)
- 1596 – Francis Drake angol tengerész, felfedező és kalóz, politikus (* 1540)
- 1805 – Csokonai Vitéz Mihály magyar költő (* 1773)
- 1820 – Pálóczi Horváth Ádám magyar költő, író (* 1760)
- 1853 – Fuchs Vilmos magyar vegyész, bányamérnök (* 1802)
- 1859 – William H. Prescott amerikai jogász, történész, a spanyol világ kutatója (* 1796)
- 1876 – Deák Ferenc magyar politikus, államférfi, a „Haza Bölcse” (* 1803)
- 1877 – Tavasi Lajos pedagógus, honvédtiszt (* 1814)
- 1939 – William Butler Yeats ír költő, író, drámaíró, Nobel-díjas (* 1865)
- 1948 – Arthur Liebehenschel az auschwitzi és majdaneki haláltáborok parancsnoka a II. világháborúban (* 1901)
- 1949 – Jean-Pierre Wimille francia autóversenyző (* 1908)
- 1955 – Tanner Ilona magyar írónő (* 1895)
- 1958 – Helbing Ferenc magyar grafikus, festőművész (* 1870)
- 1961 – Gádor Béla magyar újságíró, drámaíró (* 1906)
- 1979 – Berei Andor magyar közgazdász, politikus, egyetemi oktató (* 1900)
- 1986 – A Challenger-katasztrófa során elhunyt űrhajósok:
  - Francis Richard Scobee – parancsnok (* 1939)
  - Michael John Smith – pilóta (* 1945)
  - Judith Arlene Resnik – küldetésfelelős (* 1949)
  - Ellison Shoji Onizuka – küldetésfelelős (* 1946)
  - Ronald Ervin McNair – küldetésfelelős (* 1950)
  - Gregory Bruce Jarvis – rakományfelelős (* 1944)
  - Sharon Christa McAuliffe – rakományfelelős (* 1948)
- 1993 – Brenner György karikaturista, grafikus (* 1939)
- 1995 – Aldo Gordini francia autóversenyző (* 1921)
- 1996 – Joszif Alekszandrovics Brodszkij Nobel-díjas orosz költő, esszéíró (* 1940)
- 2002 – Astrid Lindgren svéd írónő (* 1907)
- 2003 – Rotter Emília magyar  műkorcsolyázó (* 1906)
- 2009 – Oswald Karch német autóversenyző (* 1917)
- 2021 – Börcsök Enikő Jászai Mari-díjas magyar színésznő, érdemes és kiváló művész (* 1968)

## Ünnepek, emléknapok, világnapok
- Aquinói Szent Tamás ünnepe a katolikus egyházban
- Ruanda: a demokrácia napja (a köztársaság kikiáltása)
- Az adatvédelem nemzetközi napja